# Bytizita
La bytizita és un mineral de la classe dels sulfurs. Rep el seu nom de la localitat de Bytíz, a Bohèmia Central (República Txeca), molt a prop de la seva localitat tipus.

## Característiques
La bytizita és un selenur de fórmula química Cu₃SbSe₃. Va ser aprovada com a espècie vàlida per l'Associació Mineralògica Internacional l'any 2016. Cristal·litza en el sistema ortoròmbic. Es coneix un anàleg seu sintètic. Químicament és una espècie relacionada amb la permingeatita i la přibramita. És l'anàleg amb antimoni i seleni de la wittichenita. Químicament és també l'anàleg de seleni de la skinnerita, però aquesta no és una veritable analogia a causa de la diferència en el sistema de cristal·lització. L'estructura del cristall correspon a l'estructura del sintètic Cu₃SbSe₃ i està estructuralment relacionada amb la modificació ortoròmbica d'alta temperatura (> 121 °C) de Cu₃SbSe₃.

## Formació i jaciments
Va ser descoberta a l'escombrera de la mina d'urani No. 16 d'Háje, a Příbram, a Bohèmia Central, una regió de la República Txeca. També ha estat descrita a la veïna localitat de Bytíz, també a Příbram, concretament a la mina d'urani 11A.